# Aslanbek Schymbergenow
Aslanbek Äbdikärimuly Schymbergenow (kasachisch Асланбек Әбдікәрімұлы Шымбергенов Aslanbek Äbdıkärımūly Şymbergenov; * 9. Oktober 1993 in Taras) ist ein kasachischer Boxer. Er war bisher unter anderem Asienmeister 2022, Weltmeister 2023 und Teilnehmer der Olympischen Spiele 2024 in Paris.

## Karriere
Schymbergenow wurde 2014 im Weltergewicht erstmals Usbekischer Meister der Erwachsenen und gewann auch die Militärweltspiele 2015 in Yeongju. Im selben Jahr wurde er in das kasachische Team Astana Arlans aufgenommen, welches in der als Mannschafts-Weltmeisterschaft organisierten World Series of Boxing teilnahm. Er gewann in seiner folgenden WSB-Laufbahn 12 von 16 Kämpfen und feierte mit seiner Mannschaft 2015, 2016 und 2017 den Titelgewinn, wobei er unter anderem Siege gegen Adam Nolan, Roniel Iglesias (2×), Josh Kelly, Shaxram Gʻiyosov und Manoj Kumar erzielte.
Bei den Asienspielen 2018 in Jakarta gewann er nach einer Finalniederlage gegen Bobo-Usmon Baturow die Silbermedaille im Weltergewicht und unterlag gegen diesen auch im Viertelfinale der Asienmeisterschaft 2019 in Bangkok. Ebenfalls 2019 gewann er dann die Militär-Weltmeisterschaft in Wuhan.
Im April 2021 gewann er mit Siegen unter anderem gegen Wuttichai Masuk, Bobo-Usmon Baturow und Andrei Samkowoi den Governor Cup in Sankt Petersburg und nahm an der Weltmeisterschaft 2021 in Belgrad teil, wo er im Viertelfinale des Halbmittelgewichts mit 2:3 gegen den späteren Weltmeister Jurij Sacharjejew ausschied. In den Runden davor besiegte er unter anderem Shaxram Gʻiyosov und Magomed Schachidov.
2022 gewann er im Halbmittelgewicht mit einem Sieg im Finale gegen Zeyad Iashaish die Asienmeisterschaft in Amman und startete bei der Weltmeisterschaft 2023 in Taschkent, wo er im Halbmittelgewicht mit Siegen gegen Aaron Prince, Miroslav Kapuler, Makan Traoré, Nishant Dev und Saidjamshid Jafarov ebenfalls die Goldmedaille erkämpfte. Bei den Asienspielen 2023 in Hangzhou schlug er unter anderem Asadxoʻja Moʻydinxoʻjayev, ehe er im Halbfinale mit 2:3 gegen Sewon Okazawa mit einer Bronzemedaille im Halbmittelgewicht ausschied. Zusammen mit der Hochspringerin Nadeschda Dubowizkaja war er während der Eröffnungszeremonie auch Fahnenträger seiner Nation.
Bei der Olympiaqualifikation 2024 in Busto Arsizio erkämpfte er sich mit Siegen gegen Sam Morovati, Damian Durkacz, Bayramdurdy Nurmuhammedov und Sərxan Əliyev einen Startplatz bei den Olympischen Spielen 2024 in Paris und war zwischenzeitlich auch zum Kapitän der kasachischen Boxnationalmannschaft aufgestiegen. Bei den Olympischen Spielen selbst verlor er dann in der Vorrunde mit 2:3 gegen Zeyad Iashaish.